# Strabozebrias cancellatus
Strabozebrias cancellatus es una especie de pez de la familia Soleidae en el orden de los Pleuronectiformes.

## Morfología
Pueden alcanzar los 27 cm de longitud total.

## Distribución geográfica
Se encuentra en las  costas del noroeste de Australia.